# 戦略空軍 (フランス軍)
戦略空軍（せんりゃくくうぐん、フランス語: Forces aériennes stratégiques、略称：FAS）は、フランス航空宇宙軍内で核兵器を運用する部隊で1964年1月14日に第921タヴェルニー空軍基地にて司令部が編成される。空軍改編にともない司令部は2011年中に第942リヨン＝モン・ヴェルダン空軍基地へ移転する。

## 歴史
当初のフランス空軍戦略空軍はフランス共和国の核抑止力における第一体系として運用されていた。1964年10月8日にフランスの核抑止戦力として最初のミラージュIV戦略爆撃機とKC-135空中給油機およびAN-11核爆弾が実戦配備される。
1965年4月に戦略空軍司令部の下で運用される弾道ミサイル発射基地の建設が確認された。1971年8月2日にアルビオン高原で第200アプト＝サン＝クリストル空軍基地が完成し、1996年9月16日に解体されるまで地上発射式弾道ミサイルが運用されていた。
1966年春にミラージュIV戦略爆撃機を装備する9個飛行隊が核抑止力第一体系として作戦能力を獲得する。1973年にはフランス本土の9ヶ所の空軍基地に約60機のミラージュIV戦略爆撃機が配備される。

## 編制
2008年時点でミラージュ2000N戦略爆撃機60機が第116リュクスイユ＝サンソヴェール空軍基地と第125イストル＝ル・テュベ空軍基地に配備されていた。
2010年終わりごろに戦略空軍は第113サン＝ディジエ＝ロバンソン空軍基地の第91航空団第1戦闘飛行隊「ガスコーニュ」と第125イストル＝ル・テュベ空軍基地の第4航空団第3戦闘飛行隊「リムーザン」から成る20機の航空機を装備する2個核兵器運用飛行隊が指揮下におさめられていた。さらに、C-135FR空中給油機を装備する第91航空団第2補給飛行群「ブルターニュ」も戦略空軍の指揮下に含まれていた。最後のミラージュ2000N戦略爆撃機には2009年10月1日からASMP-A巡航空中発射ミサイルの運用が開始された。
2011年6月、第4航空団第3飛行隊「リムーザン」は解散し、代わって第4航空団第2飛行隊「ラ・ファイエット」が第116リュクスイユ＝サンソヴェール空軍基地から第125基地に移転して任務を引き継いだ。
2015年8月26日、フランス航空宇宙軍の組織改編に伴い、「ガスコーニュ」「ラ・ファイエット」の両飛行隊は第113サン＝ディジエ＝ロバンソン空軍基地の第4航空団に属する形で再編成された。
2018年8月29日、第4航空団第2飛行隊「ラ・ファイエット」がミラージュ2000Nからラファールに機種転換し、核抑止任務機はラファールで統一された。

### 核兵器保管所
特別弾薬補給処（Dépôts ateliers de munitions spéciales：DAMS）にはASMP-A巡航ミサイルと海軍航空隊に配備されている核兵器を集約し厳重に保管されている。その後、無誘導核爆弾は退役し空軍と海軍にはASMP空中発射巡航ミサイル用の核弾頭のみとなっている。
2008年には現役の戦略空軍用基地はサン＝ディジエ＝ロバンソン空軍基地、イストル＝ル・テュベ空軍基地、アヴォール空軍基地、リュクスイユ＝サンソヴェール空軍基地およびモン＝ド＝マルサン空軍基地の計5ヶ所となっている。2008年3月にニコラ・サルコジ共和国大統領の発表により戦略空軍は保有機40機態勢に縮小された上でリュクスイユ基地とモン＝ド＝マルサン基地の2ヶ所が閉鎖される予定。
従来、ミサイルと核弾頭は同一箇所に保管されていたが、2010年7月に再編成されASMP-A巡航ミサイルの配備によって特別弾薬補給処は役割を失う。これ以降、ミサイルと核弾頭は分離保管され、核弾頭はK建造物と呼称される場所に保管され、分離された核兵器システムは活動前に実装され飛行隊に引き渡される。
既存の核運用能力をもつ5つの基地のうちイストル、サン＝ディジエ、アヴォールの3か所は改装され、モン＝ド＝マルサンについては保持される可能性があるも、リュクスイユについては核運用施設は閉鎖され一般基地化される。